# Nike (estágio de foguete)

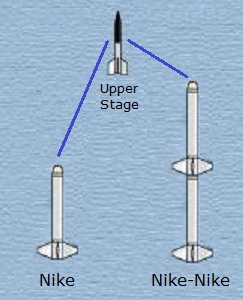
Esquema de possíveis usos do estágio Nike, incluindo o modelo Nike Nike

A família Nike de estágios de foguetes e de foguetes auxiliares a combustível sólido foi criada pela antecessora da Thiokol.
Esse estágio de foguete foi inicialmente desenvolvido para uso como primeiro estágio dos mísseis Nike Ajax e Nike Hercules do Projeto Nike.
Posteriormente, foram empregados em uma grande variedade de mísseis e foguetes de sondagem, se tornando um dos estágios de foguete mais populares e confiáveis, não só nos Estados Unidos, mas também em vários outros países do Mundo.

## Origens
Desde 1944, sabendo dos sucessos Alemães no lançamento de mísseis de cruzeiro (V-1) e foguetes (V-2), o alto comando das forças armadas dos Estados Unidos, decidiram que um programa de mísseis e foguetes de longo alcance devia ser iniciado. Seguindo essa diretriz, em Fevereiro de 1944, o exército fez uma solicitação para o setor de serviços internos para o desenvolvimento de "um foguete-torpedo de grande calibre com controle de direção". Em Junho desse mesmo ano, um projeto de pesquisa básica foi iniciado. Com o fim da Segunda Guerra Mundial, e o surgimento de bombardeiros de longo alcançe, ficou claro que a solução para conter essa ameaça seria seria um sistema de mísseis terra ar.
Em 26 de Janeiro de 1945, foi dada a ordem para que o setor de serviços internos do exército Norte Americano desse andamento ao desenvolvimento de mísseis antiaéreos teleguiados. Mais tarde naquele mesmo mês, o chefe desse setor enviou uma carta para a Bell Telephone Laboratories (BTL), definindo-a como a empresa líder na contratação dos serviços e autorizando-a a iniciar os estudos para determinar as características do míssil pretendido. Assim sendo, o Projeto Nike teve início oficialmente em 8 de Fevereiro de 1945, quando um contrato foi firmado para que a BTL executasse um relatório completo e detalhado sobre a viabilidade de se construir um sistema de defesa antiaéreo capáz de deter bombardeiros de alta velocidade e com grande capacidade de manobras e forma segura e eficaz.
A fase de estudos culminou com uma apresentação oral em 14 de maio de 1945 seguida de um relatório formal (AAGM Report) em 15 de julho de 1945. A recomendação desse relatório se resumia ao seguinte:
"Um míssil-foguete supersônico impulsionado por um primeiro estágio à combustível sólido, seguido de um segundo estágio à combustível líquido; o míssil deve ser guiado até o alvo e detonado por controle remoto; esses comandos devem ser transmitidos por sinais de rádio determinados por um computador em terra associado a um radar que vai rastrear o alvo e o míssil em voo".

## Pesquisa
Em 16 de Junho de 1945, pouco mais de um mês depois da apresentação oral do estudo de viabilidade, o departamento de serviço do exército assumiu o patrocínio do Projeto Nike, e definiu a Western Electric Company (WECO) e a Bell Telephone Laboratories (BTL) como as principais empreiteiras do projeto com total responsabilidade na sua execução.
O programa de pesquisa e desenvolvimento para o Projeto Nike, foi organizado pela BTL (a principal fornecedora), baseada na integração de competências de várias empresas e instituições: a Douglas Aircraft Company (DAC), ficou responsável pelos estudos aerodinâmicos, pela engenharia e pela fabricação dos mísseis e dispositivos de disparo, além de conduzir os testes de disparo; A Aerojet Engineering Corporation (AEC), ficou responsável pelos motores, tanto o de combustível sólido do primeiro estágio quanto o de combustível líquido do segundo estágio; O Jet Propulsion Laboratory (JPL), do California Institute of Technology (Caltec), concordou em atuar como consultoria em sistemas de propulsão tanto para a DAC quanto para a AEC. Além dessas, várias outras empresas, agências e instituições foram envolvidas no desenvolvimento de instrumentos de teste necessários.
Já em Setembro de 1945, os estudos preliminares haviam progredido o suficiente para permitir o início da fase de desenvolvimento.

## Desenvolvimento

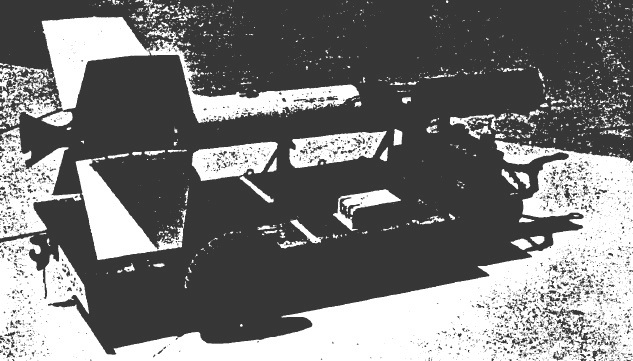
O 490 Booster, precursor do Nike I Booster.

A performance teórica estimada mostrou que o voo auto sustentado do míssil Nike, deveria começar a uma velocidade de 518 metros por segundo, obtida pelo impulso fornecido por um foguete auxiliar de combustível sólido, desenhado para se separar do míssil pelo efeito da gravidade assim que ele completasse a sua combustão. Foguetes de combustível sólido eram mais adequados devido a sua simplicidade estrutural e versatilidade.
Como na época não havia nenhum foguete com as características necessárias, foram feitos vários testes com foguetes menores agrupados. Primeiro em um grupo de oito, mais tarde em grupo de quatro, depois de muitos testes, os problemas relativos à ignição e queima simultânea assim como a separação do míssil foram resolvidos. Nesse meio tempo no entanto, em 1947, o foguete Allegany T-39-3DS-4700O, grande o suficiente para atender os requisitos do míssil ficou disponível.
Esse motor único, tinha muitas vantagens sobre a alternativa do grupo de quatro foguetes menores proposto pela Aerojet: ele pesava menos, era mais fácil de construir, armazenar, manusear e carregar, além de gerar menos fumaça e ser mais confiável. No período de Junho de 1948 a Maio de 1949, ambas as alternativas foram testadas em voo no programa de testes de campo na WSPG. em 1950, a alternativa de um único motor foi escolhida, e prosseguiu nos testes para a fase operacional do projeto. Esse primeiro modelo sofreu várias melhorias até chegar ao modelo chamado 490 Booster.
Depois de vários testes e aperfeiçoamentos, entre 1950 e 1951, o modelo Allegany 2.5-DS-59000 XM5, mais tarde conhecido simplesmente como M5 (também conhecido como NIKE I Booster), usando apenas três aletas de controle de direção, foi selecionado para entrar em produção.
As partes internas desse motor M5, foram desenvolvidas pelo Allegany Ballistics Laboratory (ABL), incluindo: o corpo de metal, a tubeira de escapamento, o grão propelente, mecanismos de ignição e partes internas. Outras partes, incluindo as aletas de direcionamento, "saias" protetoras, suportes para o lançamento e os suportes para as aletas, foram desenvolvidas em conjunto pela BTL e pela DAC.

## O motor M5
O motor M5, fabricado pela Allegany Ballistics Laboratory (ABL), era um cilindro de aço de 40 cm de diâmetro e 3 m de comprimento, prenchido com combustível sólido de base dupla (dois compostos com diferentes propriedades de combustão). O bastão de combustível, era oco e com um tal formato (em corte transversal), que propiciava uma combustão contínua e uniforme.

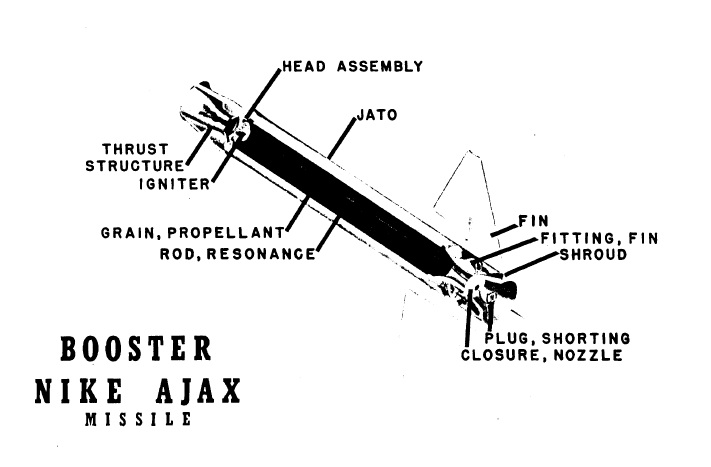
Visão em corte do motor M5.

A parte superior era arredondada, possuindo uma borda de encaixe onde o adaptador para o estágio superior podia ser fixado. Na parte inferior, estava localizado o escapamento e mais uma borda de encaixe para uma eventual "saia" protetora para a tubeira.
O empuxo médio ao nível do mar dos primeiros modelos do motor M5 era de pouco mais de 190 kN, mais tarde, nos modelos de produção, chegou a atingir 246 kN, com um tempo de queima de 3 segundos.
Uma característica desse motor que chamava a atenção quando era lançado, era a tonalidade da fumaça produzida. Ela tinha um tom laranja escuro próxima à tubeira de escapamento, e assumia um tom alaranjado brilhante a medida que se distanciava dele.

## O Estágio Nike I
O Estágio Nike I (em inglês: Nike I Booster), era uma composição do motor de foguete M5, e alguns suportes para encaixe de outros estágios na parte superior e uma "saia" metálica na parte inferior onde eram fixadas as aletas de direcionamento.

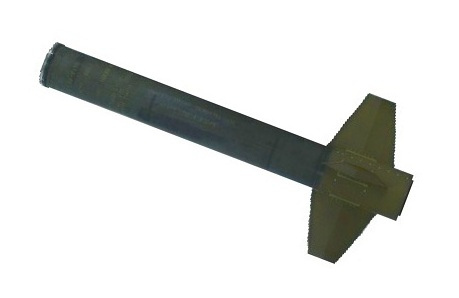
Um estágio de foguete Nike I.

Ao longo do tempo, foram feitos experimentos com 3 e 4 aletas. Sendo que quando eram usadas 4, havia duas opções: a distribuição em cruz (+), ou a distribuição em (x), sendo essa última a mais comum.